# Orthosia protensa
Orthosia protensa là một loài bướm đêm trong họ Noctuidae.